# Lac Dow (métro léger d'Ottawa)
Lac Dow est une station de train léger située à Ottawa, Ontario (Canada). Elle est située sur la ligne 2 du réseau O-Train.

## Emplacement
La station Lac Dow est située près de l'avenue Carling entre les rues Preston et Champagne. Aux confins des districts Capitale (en), Rivière (en), Kitchissippi (en) et Somerset (en), elle dessert le quartier de la Petite-Italie.
On trouve à proximité de la station le lac Dow et le parc des Commissaires le long du canal Rideau, de même que les campus gouvernementaux de Ressources naturelles Canada et Agriculture et Agroalimentaire Canada, y compris le musée de l'agriculture, la Ferme expérimentale centrale et les jardins ornementaux, point focal du Festival canadien des tulipes.

## Histoire

### Toponymie
La station est nommée d'après l'artère sécante, l'avenue Carling. L'avenue tient son nom de John Carling (1828-1911), brasseur et homme politique. Il a fondé la brasserie Carling, le Collège agricole de l'Ontario et la Ferme expérimentale centrale. Carling a représenté la circonscription de London au Parlement de la province du Canada, à l'Assemblée législative de l'Ontario et à la Chambre des communes.
Elle sera renommée station Lac Dow à la fin de la phase 2 des travaux de l'O-Train.

### Construction
Les travaux d'immobilisation pour l'ensemble du projet pilote d'O-Train entraînent une dépense de 21 M$ pour la ville d'Ottawa,. La station est inaugurée le 15 octobre 2001,. Après un an de service, Carling est la seconde station la moins fréquentée de la ligne.
En 2014, des travaux majeurs sont annoncés pour pérenniser la ligne, notamment en ajoutant des édicules munis de salle de contrôle aux stations. Les salles de contrôles comprennent des portillons d'accès avec lecteur de carte à puce permettant l'introduction d'un nouveau mode de paiement. Carling est le premier des édicules à être inauguré en novembre 2017.

### Accidents
Le 9 janvier 2013, un train heurte une personne, entraînant sa mort,.

## Aménagement
La station à quai latéral unique est aménagée sur une voie ferrée en tranchée autrefois détenue par le Canadien Pacifique. Un ascenseur et un escalier extérieur mènent vers l'édicule, lequel abrite la salle de contrôle dotée de deux jeux de tourniquets. L'édicule, de forme rectangulaire, comprend un unique accès qui donne sur un sentier polyvalent parallèle à la rue Preston, accessible par l'avenue Carling et la rue Adeline.